# Alfons Würzl
Alfons Würzl (* 9. März 1941 in Wien; † 5. April 2016) war ein österreichischer Jazzmusiker (Klarinette, Sopransaxophon).

## Leben
Würzl spielte Anfang der 1960er-Jahre im Wirklichen Jazztrio, dem ferner Walter Terharen (Piano) und Horst Bichler (Schlagzeug) angehörten („Wolverine Blues“, Amadeo, 1963). Ab 1961 war er (mit Unterbrechungen) Mitglied der Barrelhouse Jazzband Wien, für die er auch arrangierte („Heut’ kommen d’Engerl auf Urlaub nach Wien“); daneben wirkte er bei Plattenaufnahmen der Band mit Max Kaminsky (Philips 1973) und der Wiener Original Storyville Jazzband mit.
Gemeinsam mit Bill Grah leitete er ein Sextett, das 1975 mit Bud Freeman im Studio war (Bud’s Birthday, Philips 1975). 1989 entstand der Mitschnitt Fischer Brau Jazz Live, den Alfons Würzl mit seinem Quartett aus Humbert Augustynowicz (Keyboards), Bernhard Gottlieb (Bass) und Horst Bichler einspielte. Im Wiener Jazzland trat er seit 1972 mit einer ganzen Reihe großer Namen des klassischen Jazz auf: u. a. mit Jimmy McPartland, Eddie Miller, Dick Wellstood, Art Hodes, Ralph Sutton, Ed Polcer, Randy Sandke, Bob Wilber, Kenny Davern, Warren Vaché, Allan Vaché, Peanuts Hucko, Dick Cary, Teddy Wilson, Beryl Bryden, George Masso, Jim Galloway, Doc Cheatham, Romano Mussolini, Günter Boas, Ken Peplowski, Red Richards, Howard Alden, John Allred und vielen anderen. Im Bereich des Jazz war er zwischen 1963 und 1989 an sieben Aufnahmesessions beteiligt. Er starb im April 2016 im Alter von 75 Jahren.

## Diskographische Hinweise
- Barrelhouse Jazzband Vienna Starring Wild Bill Davison (1975)
- Jazz Festival '78 Volume 1: Barrelhouse Jazz Band & Oscar Klein (1978)